# 莫尔纳戈
莫尔纳戈（義大利語：Mornago），是意大利瓦雷泽省的一个市镇。总面积12平方公里，人口4834人，人口密度402.8人/平方公里（2009年）。国家统计（ISTAT）代码为012106。

## 友好城市
- 馬爾他納沙爾